# V509 Кассиопеи
V509 Кассиопеи — звезда в созвездии Кассиопеи. Она является жёлто-белым гипергигантом спектрального класса G0Iab со средней видимой звёздной величиной 5,1m. Минимальное расстояние от Земли 7800 световых лет. Она классифицируется как переменная полуправильная звезда, её яркость колеблется от 4,75m до 5,5m. По каталогу HIP — HIP 113561.
V509 Кассиопеи в 25 раз тяжелее и в 400 раз больше Солнца. Светимость звезды в 350 000 раз превосходит солнечную, а температура её поверхности около 6000 градусов по Кельвину.